# 東直子
東 直子（ひがし なおこ、1963年12月23日 - ）は、日本の歌人、小説家、脚本家。
広島県安佐郡安佐町（現・広島市安佐北区）生まれ。神戸女学院大学家政学部食物学科卒業。姉の小林久美子も歌人。

## 略歴
大学在学中に演劇活動を行う。結婚後、1990年より「MOE」に短歌、詩、童話の投稿を始め、常連入選者となる。短歌欄の選者は林あまりだった。1991年に加藤治郎の紹介で未来短歌会に入会し、岡井隆に師事した後、1993年より歌人集団「かばん」同人。1996年、「草かんむりの訪問者」で第7回歌壇賞受賞。
2006年には「長崎くんの指」で小説家としてもデビューし、2016年には『いとの森の家』で第31回坪田譲治文学賞受賞。そのほか、ミュージカル脚本の執筆もある。イラストレーション青山塾16期生としてイラストを学んだ経験もあり、自著の装画も手がけている。
2009年よりNHK短歌選者、2011年より歌壇賞、2014年より角川短歌賞選考委員。2015年、早稲田大学文学学術院文化構想学部客員教授。2016年より東京新聞歌壇、同年11月より山陽新聞掲載の山陽歌壇選者。「新鋭短歌シリーズ」（書肆侃侃房）の監修を第一期より務める。
2023年、娘の東かほりの監督により、短編集『とりつくしま』の映像化であるオムニバス映画が制作予定。

## 著書

### 単著

#### 歌集
- 第1歌集『春原さんのリコーダー 』本阿弥書店 1996　のちちくま文庫（解説：花山周子） 2019；『草かんむりの訪問者』を収録
- 第2歌集『青卵』本阿弥書店 2001　のちちくま文庫（解説：花山周子） 2019
- 選歌集『東直子集』 邑書林〈セレクション歌人〉 2003
- 第3歌集『十階-短歌日記2007』ふらんす堂 2010
- 『現代短歌版百人一首　花々は色あせるのね』春陽堂書店 2023

#### 小説・エッセイ
- 『長崎くんの指』　マガジンハウス 2006　改題『水銀灯が消えるまで』集英社文庫（解説：穂村弘） 2010
- 『今日のビタミン＊短歌添え＊』（エッセイ）本阿弥書店 2006　改題『千年ごはん』中公文庫（解説：高山なおみ） 2011
- 『とりつくしま』（短編集）筑摩書房 2007　のちちくま文庫（解説：大竹昭子） 2011
- 『さようなら窓』マガジンハウス 2008　のち講談社文庫（解説：西加奈子） 2012
- 『ゆずゆずり』集英社 2009　改題『ゆずゆずり　仮の家の四人』中公文庫（解説：堀江敏幸）2013
- 『薬屋のタバサ』新潮社 2009
- 『らいほうさんの場所』文藝春秋 2009　のち講談社文庫（解説：雪舟えま）2014
- 『甘い水』リトルモア 2010
- 『耳うらの星』（エッセイ）幻戯書房 2011
- 『私のミトンさん』毎日新聞社 2011
- 『トマト・ケチャップ・ス』 講談社 2012　のち講談社文庫（解説・装画：今日マチ子）2015
- 『キオスクのキリオ』 筑摩書房 2012
- 『鼓動のうた　愛と命の名歌集』 毎日新聞社 2014
- 『いつか来た町』（エッセイ）PHP研究所 2014
- 『いとの森の家』ポプラ社 2014、第31回（2015年）坪田譲治文学賞受賞作
- 『短歌の不思議』（評論集）ふらんす堂 2015
- 『晴れ女の耳』（怪談短編集）角川書店 2015
- 『七つ空、二つ水』（エッセイ）キノブックス 2015
- 『階段にパレット』ポプラ社 2020
- 『レモン石鹼泡立てる』共和国 2022

- 『フランネルの紐』河出書房新社 2024

### 編著
- 『短歌タイムカプセル』佐藤弓生、千葉聡共編著　 書肆侃侃房 2018

### 共著
- 『短歌はプロに訊け!』穂村弘、沢田康彦共著 本の雑誌社 2000 
  - 『短歌はじめました。百万人の短歌入門』角川ソフィア文庫 2005
  - 『ひとりの夜を短歌とあそぼう』角川ソフィア文庫 2012
- 『回転ドアは、順番に』穂村弘共著 全日出版 2003 のちちくま文庫 2007
- 『短歌があるじゃないか。 一億人の短歌入門』 穂村弘、沢田康彦 角川書店 2004
- 『愛を想う』 木内達朗共著 ポプラ社 2004
- 『あめ ぽぽぽ』（絵本・絵・木内達朗）くもん出版 2009
- 『ほわほわ さくら』（絵本・絵・木内達朗）くもん出版 2010
- 『ゆき ふふふ』（絵本・絵・木内達朗）くもん出版 2010
- 『うみ ざざざ』（絵本・絵・木内達朗）くもん出版 2012
- 『50歳からはじめる俳句・川柳・短歌の教科書』坊城俊樹、やすみりえ 滋慶出版2012
- 『怪談実話系　妖』（ＭＦ文庫）メディアファクトリー 2012
- 『君と過ごす季節　秋から冬へ、１２の暦物語』（ポプラ文庫）2012
- 『ぷうちゃんのちいさいマル』（絵本・絵：たんじあきこ）岩崎書店 2013
- 『さわさわ もみじ』（絵本・絵・木内達朗）くもん出版 2013
- 『怪談短歌入門　怖いお話、歌いましょう』佐藤弓生、石川美南共著 メディアファクトリー 2013
- 『流転の歌人 柳原白蓮 紡がれた短歌とその生涯』馬場あき子、林真理子、宮崎蕗苳共著 NHK出版 2014
- 『なぞって味わう俳句・川柳・短歌の手習い帖』坊城俊樹、やすみりえ 土屋書店 2014
- 『トリビュート×百人一首』幻戯書房 2015
- 『しびれる短歌』穂村弘共著、ちくまプリマー新書、2019
- 『短歌遠足帖』穂村弘共著、ふらんす堂、2021

### 脚本
劇団BDP児童劇団「大きな夢」作品
- ミュージカル『なんなんとうに雪がふる』

2001年初演
- ミュージカル『桃太郎！』

2003初演 2016年2月新国立劇場 
再演決定
主演 当銀大輔 深澤みずき
- ミュージカル『姫神楽』

2004年初演
- ミュージカル『ロビンソン✳︎ロビンソン』

2004年初演
- ミュージカル『ハルニレの木の下で』

2005年初演
- ミュージカル『飴屋の夜に』

2005年初演

### 解説
- 諸田玲子著『氷葬』（文春文庫）
- 吉野朔実著『記憶の技法』（小学館文庫）
- 田辺聖子著『夢の櫂こぎどんぶらこ』（集英社文庫）
- ダン・ローズ著『コンスエラ』（金原瑞人／野沢香織訳）（中公文庫）
- 俵万智著『愛する源氏物語』（文春文庫）
- 内田百閒著『恋文』（中公文庫）
- 藤谷治著『おがたＱという女』（小学館文庫）
- 江國香織著『すきまのおともだちたち』（集英社文庫）
- 野中柊著『きみの歌が聞きたい』（角川文庫）
- 堀江敏幸著『めぐらし屋』（新潮文庫）
- キャサリン・パターソン著『星をまく人』（岡本浜江訳）（ポプラ文庫）
- 久生十蘭著『十蘭万華鏡』（河出文庫）
- 岡本かの子著『家霊』（ハルキ文庫）
- 井上荒野著『雉猫心中』（新潮文庫）
- 松谷みよ子著『アカネちゃんの涙の海』（講談社文庫）
- 大岡信著『私の万葉集（一）』（講談社文芸文庫）
- 綿矢りさ著『かわいそうだね？』（文春文庫）

## 出演番組
- 土曜の夜はケータイ短歌（2005～2008）
- 夜はぷちぷちケータイ短歌（2008～2012）
- NHK短歌（2009～2010）
- ボクらの時代（2013年2月3日）
- 共感百景（2016年1月1日）
- おしゃべりオジサンと怒れる女（2017年8月26日）
- クローズアップ現代+（2023年3月14日）
- ひるまえ直送便（NHK中国地方ローカル）の「ひるまえ短歌」コーナーレギュラーゲスト（2023年10月10日-）

## 記事
- 短歌ヴァーサス 2024年004号 風媒社 特集1 「東直子 透きとおった〈わたし〉」；56～57ページに、小林久美子による年譜が紹介されている。